# Geoffroy Messina
Pour les articles homonymes, voir Messina.

a Compétitions nationales et continentales officielles uniquement.

b Matchs officiels uniquement.
Dernière mise à jour le 14 février 2025.
Geoffroy Messina, né le 29 mai 1982 à La Tronche (Isère), est un joueur de rugby à XV français qui a évolué au poste de centre.

## Carrière

### En club
Il arrête sa carrière, à la suite de la découverte d'un problème de rachis cervical, en juin 2015.

### Avec les Barbarians
En mars 2007, il est sélectionné avec les Barbarians français pour jouer un match contre l'Argentine à Biarritz. Les Baa-Baas s'inclinent 28 à 14.
En juin 2009, il participe à la tournée des Barbarians français en Argentine pour affronter le Rosario Invitación XV puis les Pumas,. Les Baa-Baas l'emportent 54 à 30 contre Rosario puis s'inclinent 32 à 18 contre l'Argentine à Buenos Aires.

## Palmarès

### En club
- Vice-champion de France de Pro D2 : 2002.
- Champion de France : 2007[6].

### En équipe nationale
- Équipe de France A :
  - 2 sélections en 2002-2003 (Irlande A, Italie A)
  - 1 sélection en 2005-2006 (Irlande A)
- Équipe de France -21 ans :
  - participation au championnat du monde 2001 en Australie.
  - Grand Chelem au tournoi des Six Nations 2002.
- Équipe de France -19 ans : vice-champion du monde 2001 au Chili, face à la Nouvelle-Zélande.
- Équipe de France -18 ans : participation au tournoi des Six Nations 2000.